# フェイブル
『フェイブル』(Fable) はマイクロソフトから発売されたXbox用のコンピュータ・ロールプレイングゲームである。

## 概要
『ポピュラス』『ダンジョンキーパー』などで著名なゲームデザイナー、ピーター・モリニューが監修を務めるファンタジー・ロールプレイングゲーム。2005年3月17日に日本語版が発売された。なお、2005年11月11日に本作の拡張追加版『Fable: The Lost Chapters』がWindows版で発売された。Xbox版では登場しなかった魔法、アクション、感情表現、武器防具およびアイテム等が追加。キャラクターカスタマイズのバリエーションが増えた他、冒険エリア、シナリオ、敵キャラクター等もボリュームアップされている。
最大の特徴は、行動自由度の高さである。主人公がどのような人間として生きるかは全てプレーヤーの手に委ねられており、プレイするごとに全く違う人生を歩む事が出来る。人助けの為に正義を振るう事も、スリや空き巣を繰り返して悪の道に走る事も自由。また、世界の住人に対しては、通常に会話する以外にも様々な感情表現で接する事が出来る。酒をおごったりプレゼントをすれば好感を持たれ、目の前でゲップをすれば鼻ツマミ者扱いされる。求愛の果てに結婚する事も可能であり、街ごとに複数の伴侶を持つことさえ可能。正義の勇者として名声を高めれば周囲の尊敬を受け、逆に極悪人だという汚名が広まれば、恐怖され、罵倒を浴びる事になる。
共通のメインストーリーは存在するが、サブのシナリオが多数用意されている事も特徴である。
日本ではXbox本体自体の売り上げが少なかったため、売上本数は非常に少なかったが、海外では260万本前後の売り上げを誇る大作ソフトである。
2008年12月18日に、続編の『Fable II』が発売された。
2014年2月6日に初代をそのままに、グラフィックのやり直しと実績解除システムなど実装を行ったFable AnniversaryがXbox 360用ソフトとして発売。

## あらすじ
主人公は、オークベール村に住む一人の少年。ある日、謎の山賊に村が襲撃される。父を殺され、姉とも散り散りになり、絶体絶命の窮地に立たされるが、そこへ駆けつけたメイズと名乗る英雄によって救い出された。
メイズは英雄ギルドという育成施設のリーダーであり、主人公はそこへ保護される。そこで英雄候補生として育てられ、やがて青年に達した主人公は冒険の旅へと身を投じ、自らの運命とその真相について解き明かす事になる。

## 登場人物
主人公
ゲームのメインキャラクター。ゲーム中は名前で呼ばれる事はなく、称号屋から買った「称号」で呼ばれる。プレイヤーの好みに応じて容姿（髪型、ヒゲ、そして刺青にいたるまで）のカスタマイズが可能である。また、プレイ内容に応じて肉体に微妙な変化が起こる。成長の過程で「筋力」を上げれば筋肉質になるし、体に激しい裂傷を受ければ傷跡が残る。主人公はイベントシーンなどでも喋る事は無いが、対NPCコマンドでわずかに喋る。（「ついて来い！」「待て！」等）
ギルドマスター
英雄ギルドの長老。英雄ギルドを設立した人物で、修行時代の主人公を鍛え上げた。武器や魔法の扱い方をレクチャーしてくれる。冒険中の主人公を遠くから見守り、進むべき道筋やヒントを与えてくれる。
メイズ
熟達した魔術師であり屈強な戦士でもある、英雄ギルドの指導者。かつて幼い主人公を盗賊の襲撃から救い出し、英雄ギルドの修行生として育てた。主人公の命の恩人であり、彼と彼の姉についての出生の秘密を探っている。
ウィスパー
異国の地より流れてきた少女。主人公とは修行時代からの仲間でありライバル。棒術を使ったアクロバティックな戦いが得意。ストレートに物を言う性格で対抗心が強く、しばしば主人公に競争を挑んでくる。行動や性格も主人公に応じて対抗したものになる。
サンダー
ウィスパーの兄。巨躯を誇る名うての重戦士であり、瞬く間に闘技場のチャンピオンとなった。
ブライアローズ
知勇兼備の女戦士。
レディーグレイ
バウアーストーンの市長にして、妖艶かつ極悪非道な女性。主人公に次々と無理難題を押し付けてくる。選択次第では彼女と結婚する事も可能。
続編『Fable II』では、のちに魔女として火炙りの刑に処され、身体を3分割にされてアルビオンの各地に埋葬されたとされている。